# Commercial International Bank
Commercial International Bank ou CIB (arabe : البنك التجاري الدولي) est une banque égyptienne, C'est la plus grande banque privée du pays CIB a réussi à devenir le premier choix de plus de 500 entreprises opérant en Égypte.

## Histoire
La banque a été créée en 1975, avec une propriété conjointe entre une banque publique et une banque privée, la Banque nationale d'Égypte (51 %) et de la Chase Manhattan Bank (49 %) sous le nom de « Chase National Bank of Egypt ». 
En 1987, après la décision de Chase Bank de vendre ses parts, la Banque nationale d'Égypte a augmenté sa participation à 99,9 %, et le nom de la banque a été changé en « Commercial International Bank – Egypt ». La part de la Banque nationale d'Égypte a continué de baisser à travers plusieurs offres publiques, pour atteindre 18,7 %.
En 2006, un consortium mené par Ripplewood Holdings a acquis les parts de la Banque nationale d'Égypte. En juillet 2009, Actis a acquis 9,1 % du capital de la Commercial International Bank, devenant ainsi le principal actionnaire du capital de la banque,.
En mars 2014, Actis a cédé une partie de sa participation dans la banque, soit 2,6 %, via la Bourse égyptienne, à un groupe de gestionnaires de portefeuille et de fonds d'investissement internationaux. En mai de la même année, Actis a cédé sa participation restante de 6,5 % au capital de la banque à Fairfax Holding Company for Financial Services.
Fin 2015, la Commercial International Bank a acquis les actions de Citibank en Égypte via la Bourse égyptienne et a intégré toutes ses succursales à sa gestion. 
En avril 2022, Abu Dhabi Developmental (en), l'un des fonds souverains d'Abou Dhabi, a acquis une participation de 18,5 % dans la banque, pour une valeur de 911,457 millions de dollars, devenant ainsi le principal actionnaire.